# Hieflau
Hieflau är en ort i kommunen Landl i distriktet Liezen i förbundslandet Steiermark i Österrike. Hieflau var tidigare en självständig kommun, men blev den 1 januari 2015 en del av kommunen Landl, och överförded därvid från distriktet Leoben till distriktet Liezen. I kommunen ingick även orten Jassingau.